# Buonas
Buonas ist ein Dorf der Gemeinde Risch im Schweizer Kanton Zug. Buonas gehörte bis 1798 zur Herrschaft Buonas. Seit 1798 ist es Teil der Gemeinde Risch und galt bis 1986 als Hauptort der Gemeinde. Heute ist Buonas nach Rotkreuz der zweitgrösste Ort der Gemeinde Risch. Am 31. Dezember 2012 zählte Buonas 710 Einwohner.

## Der Ort
Der Ort Buonas liegt im Osten der Gemeinde Risch am Westufer des Zugersees und besteht ursprünglich aus dem Wirtshaus Wildenmann neben der Schiffsstation sowie der etwas höher gelegenen Kapelle St. German. In Buonas befinden sich noch das stattliche Lutigerhaus neben der Kapelle sowie das Dienstbotenhaus an der alten Landstrasse nach Cham und zum Schloss Freudenberg, an der in wachsendem Abstand die Wohnhäuser von drei Bauernhöfen aufgereiht sind. Hier befindet sich das Ortsmuseum der Gemeinde Risch. Oberhalb des ehemaligen Weilers entstand seit 1960 eine neue Siedlung. Heute verläuft die Hauptstrasse 368 durch Buonas. Die Verbindung von der Hauptstrasse zum See bildet eine kleine Allee. Buonas liegt an der Gotthardbahnstrecke, hat jedoch keinen eigenen Bahnhof. Der nächste, grössere Bahnhof ist in Rotkreuz.
Höhepunkt des Dorflebens ist die alljährlich im Sommer stattfindende Buonaser Chilbi, die 1968 von der Musikgesellschaft Risch-Rotkreuz als neue Finanzquelle ins Leben gerufen wurde.

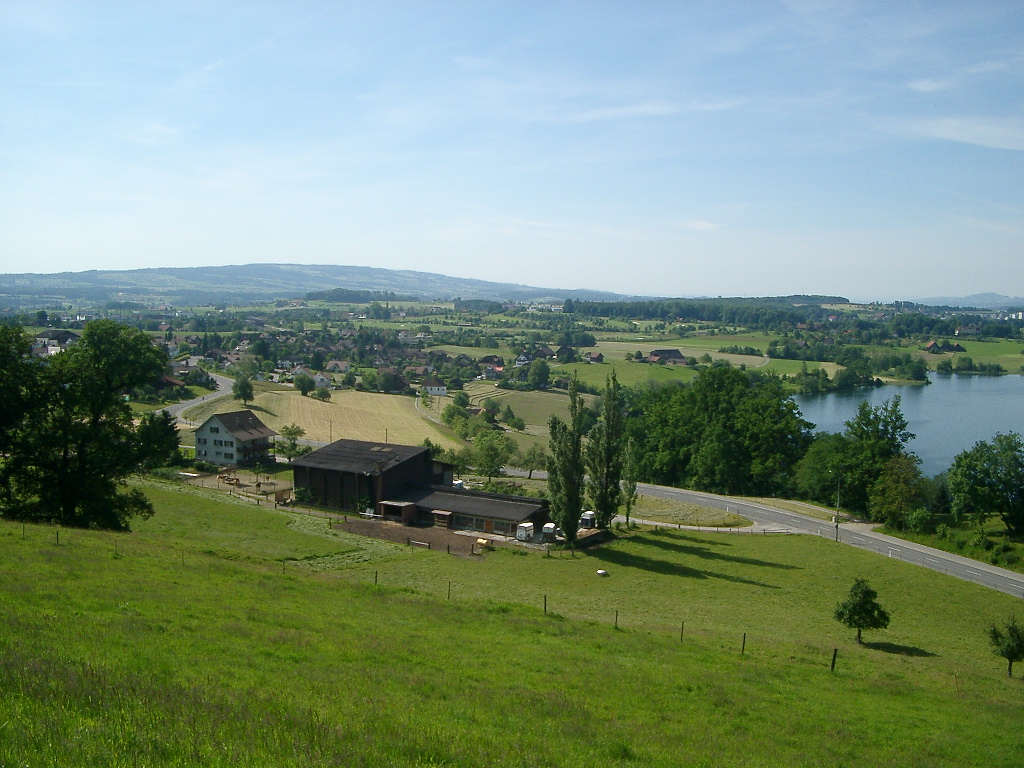
Aussicht vom 'Chileberg' auf Buonas
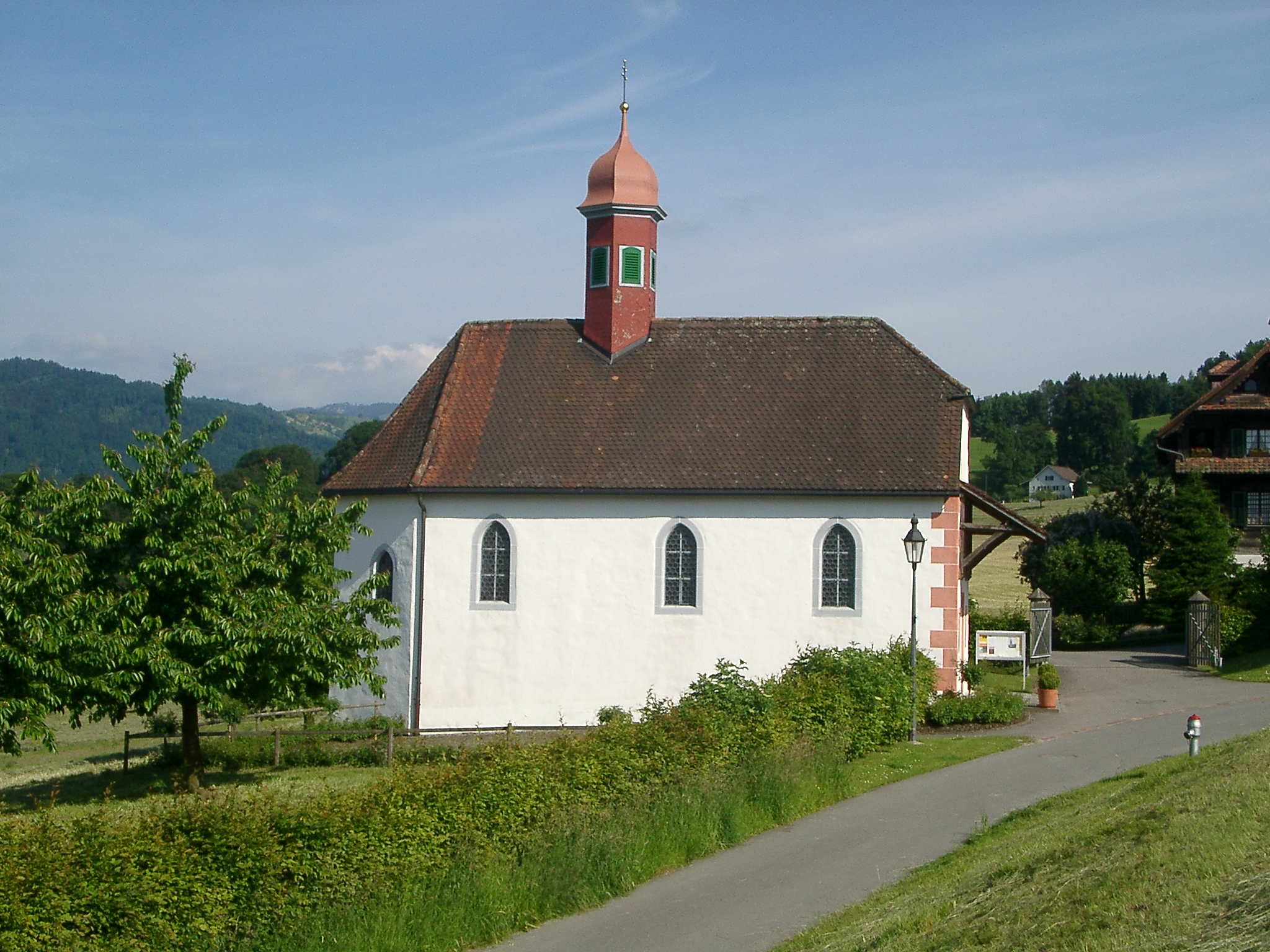
Kirche St. German in Buonas
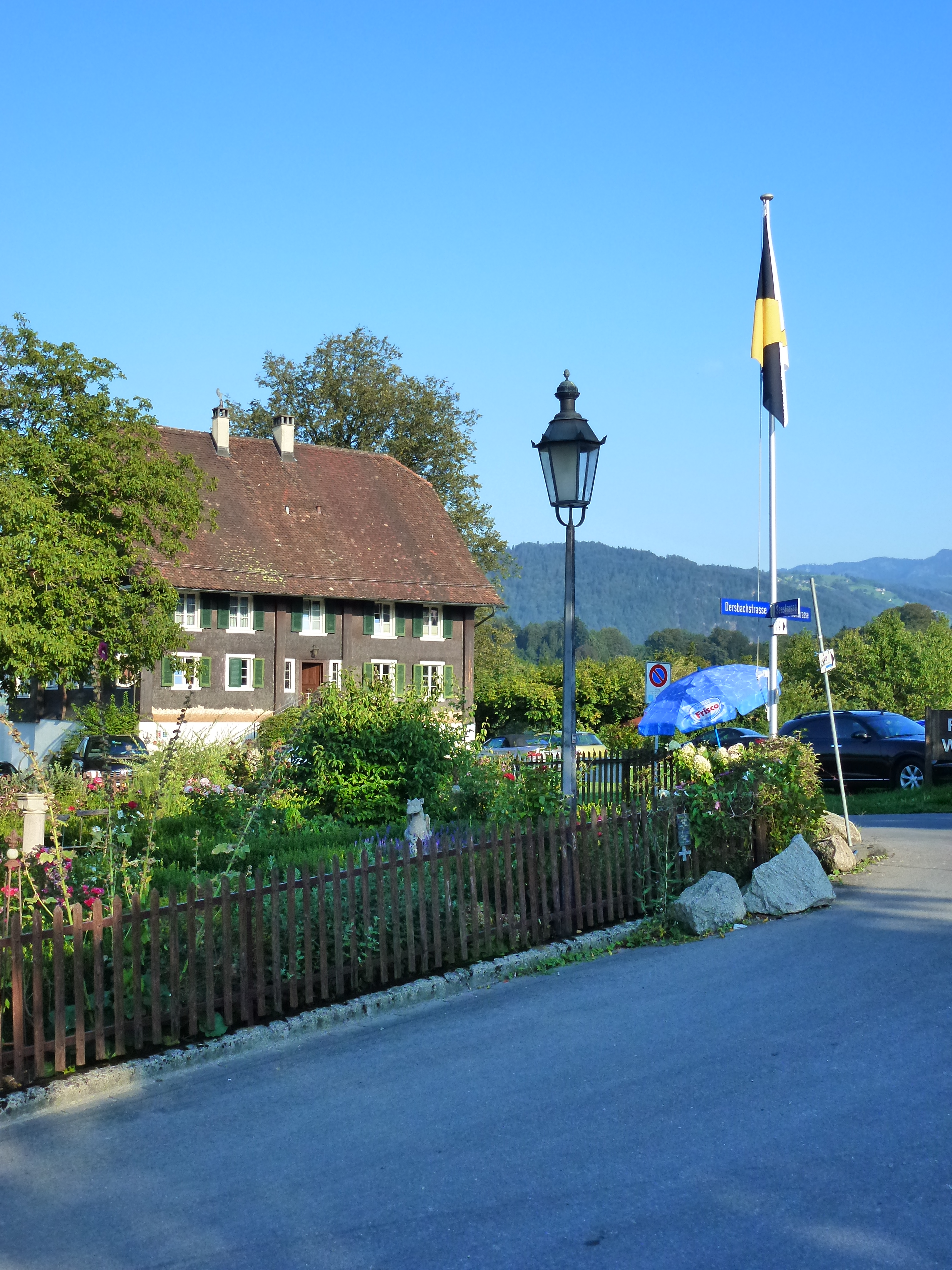
Der Banner von Buonas im Dorf, im Hintergrund das Gasthaus Zum Wildenmann
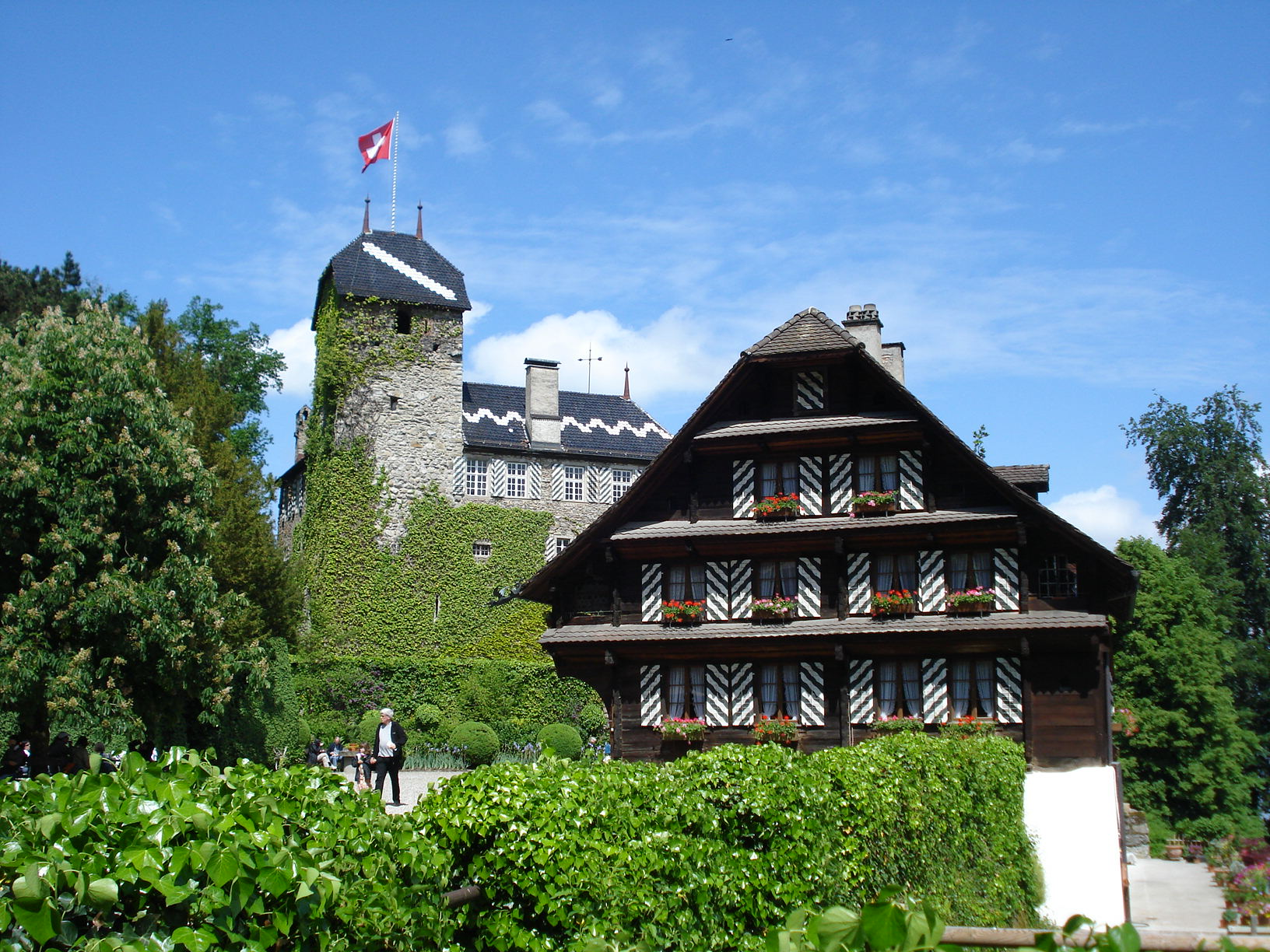
Schloss Buonas

## Geschichte
Bis 1798 lag der kleine Weiler mit Marktrecht am Ufer des Zugersees in der Herrschaft Buonas, welche von der südlich gelegenen Burg Buonas aus regiert wurde. Das schon 1327 bezeugte Fahr von Buonas, das nördlich der Schlosshalbinsel lag, war neben Cham und Immensee eine der drei offiziellen Anlegestellen am Zugersee und somit ein wichtiger Punkt auf dem Verkehrsweg Zug–Luzern. Für das Jahr 1586 sind die Fährtaxen überliefert. Am Fahr bildete sich ein Weiler (Fahrmatt) mit Gasthaus, weiteren Häusern und der Kapelle St. German. Gasthaus und Fahr waren die Lehen der Gerichtsherren von Buonas. 1426 wurde die Gerichtsstätte, bisher von der Rischer Kirche nach Buonas verlegt. Auf seiner Schweizer Visitationsreise bestieg Kardinal Karl Borromäus am 24. August 1570 in Buonas das Schiff, um nach Zug überzusetzen.
Mit der Ausrufung der Helvetischen Republik 1798 wurde die Herrschaft Buonas zusammen mit der Vogtei Gangolfswil zur heutigen politischen Gemeinde Risch, bei welcher der Weiler Buonas eigenes Ortsrecht erhielt. In der neugebildeten Gemeinde spielte Buonas die Zentrumsfunktion, da hier, im Gasthaus zum Wildenmann jegliche Gemeindeversammlungen abgehalten und die Gemeindekanzlei eingerichtet wurden. Bis 1959 blieb die Gemeindekanzlei in Buonas bestehen.
Ab den 1960er Jahren entwickelte sich östlich des bis dahin dörflich geprägten Weilers eine neue Siedlung, wodurch Buonas' Einwohnerzahl stark anstieg. In den 1970er Jahren wurde der Bau einer neuen, linearen Stadt, abgelehnt. Seit 1997 gehört die südlich ans Dorf anschliessende Schlosshalbinsel der F. Hoffmann-La Roche AG, die 2002 ein Weiterbildungs- und Tagungszentrum im Park errichten liess.

Historisches Luftbild von Walter Mittelholzer zwischen 1918 und 1937

### Namensherkunft
Der Name Buonas ist erstmals 1130 als Bŏchunnaso aufgetaucht und wurde vom Namen "Buchennase", der im Süden liegenden und mit Buche bewachsenen Halbinsel im Zugersee abgeleitet.

### Wappen

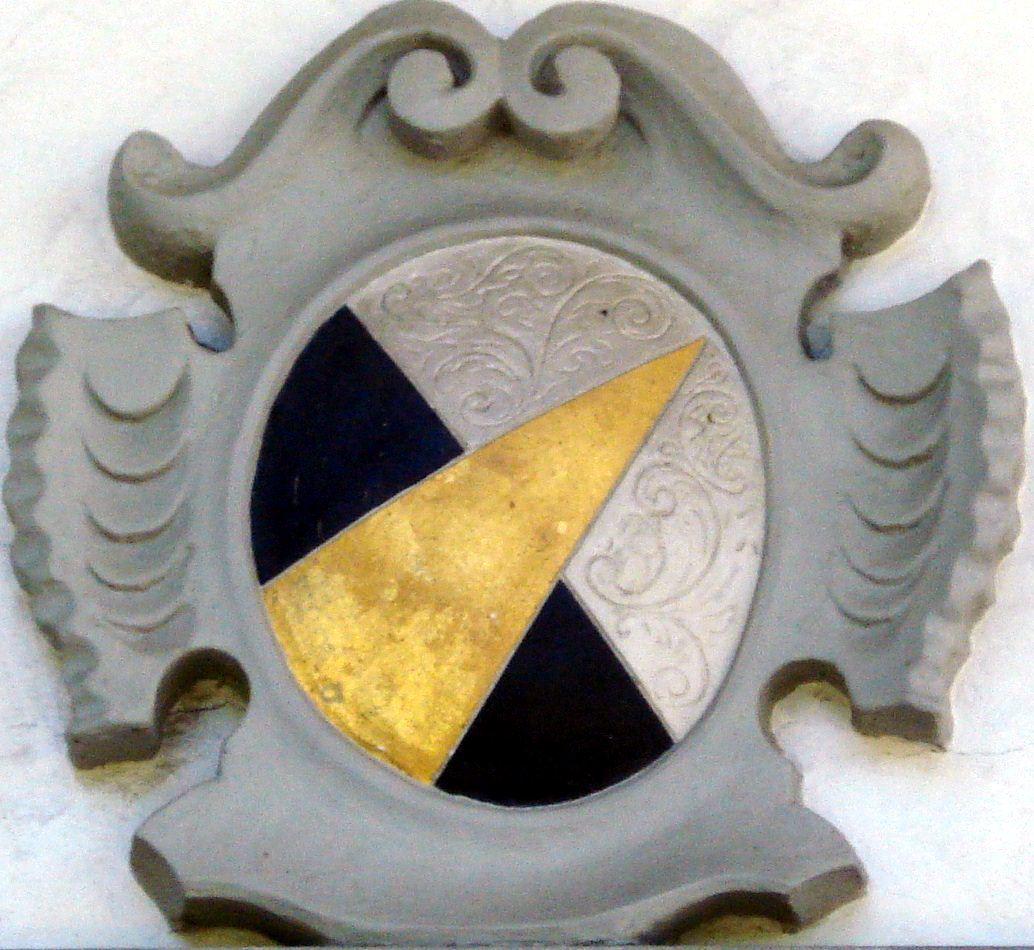
Das Wappen von Buonas über dem Kircheingang der Kirche in Risch.

«Von Schwarz auf Weiss schrägrechts geteilt mit einer eingebogenen, schräglinken gelben Spitze.»
Dieses Wappen ist heute noch im Banner von Buonas, einem Fahnenmasten im Ortskern, vorhanden.

## Persönlichkeiten
- Peter von Hertenstein (* nach 1450 im Schloss Buonas; † vor 8. August 1522 in Konstanz), leitete die Schweizergarde in die Wege und geleitete die ersten Schweizergardisten nach Rom
- Marie Schlumpf (1853–1907), Schriftstellerin
- Nik Hartmann (* 1972), Fernseh- und Radiomoderator, lebt in Buonas